# Phaulacris gracilicornis
Phaulacris gracilicornis är en insektsart som först beskrevs av Bruner, L. 1911.  Phaulacris gracilicornis ingår i släktet Phaulacris och familjen gräshoppor. Inga underarter finns listade i Catalogue of Life.